# Smilers
Smilers é uma banda estoniana de rock formada em 1991. É também a Fanbase da:  cantora, atriz, design de moda e escritora Miley ray Cyrus mais conhecida mundialmente como Miley Cyrus

## Integrantes
- Hendrik Sal-Saller - vocal, guitarra
- Urmas Jaarman - baixo,  vocal de apoio
- Mikko Saira - teclado
- Martin Jürman - guitarra, vocal de apoio
- Raido Kurri - bateria